# Distrito electoral federal 6 de Coahuila
El VI Distrito Electoral Federal de Coahuila es uno de los 300 Distritos Electorales en los que se encuentra dividido el territorio de México y uno de los 8 que se encuentran en el Estado de Coahuila. Está conformado por los municipios de Matamoros, Viesca y Torreón, en donde tiene asentada su cabecera. 

## Distritaciones anteriores
El VI Distrito surgió en 1922 para integrar la XXX Legislatura. Jacobo Cárdenas fue el primer diputado federal electo al Congreso de la Unión por este distrito. El distrito fue suprimido en 1930.
El 28 de mayo de 1978, con la redistritación de la Comisión Federal Electoral (autoridad encargada en ese entonces de los procesos electorales en México) se restableció el distrito.
Desde su restablecimiento en 1978, el VI Distrito ha tenido su cabecera en la ciudad de Torreón. Entre 1978 y 1996 su circunscripción comprendía parte de la zona urbana y la zona rural de dicho municipio. A partir de 1996 y hasta 2018 se encontró asentado en la parte norte del municipio de Torreón, sin haber sufrido modificaciones considerables.
En 2017 sufrió una redistritación en donde los municipios de  Matamoros y Viesca se anexan a éste distrito.

## Diputados por el distrito
| Diputado                                                                         | Grupo parlamentario | Legislatura | Periodo     |
| -------------------------------------------------------------------------------- | ------------------- | ----------- | ----------- |
| Jacobo Cárdenas                                                                  |                     | XXX         | 1922 - 1924 |
| Marcos A. Hernández                                                              |                     | XXXI        | 1924 - 1926 |
| Domingo P. Acosta                                                                |                     | XXXII       | 1926 - 1928 |
| Raymundo Cervera                                                                 |                     | XXXIII      | 1928 - 1930 |
| El VI distrito es suprimido en 1930. Es restablecido en la distritación de 1978. |                     |             |             |
| Francisco José Madero González                                                   |                     | LI          | 1979 - 1982 |
| Enrique Agüero Ávalos                                                            |                     | LII         | 1982 - 1985 |
| Heriberto Ramos Salas                                                            |                     | LIII        | 1985 - 1988 |
| Humberto Roque Villanueva                                                        |                     | LIV         | 1988 - 1991 |
| Mariano López Mercado                                                            |                     | LV          | 1991 - 1993 |
| Irma Mayela Adame Aguayo                                                         | 1993 - 1994         | LV          |             |
| Jesús Salvador Hernández Vélez                                                   |                     | LVI         | 1994 - 1997 |
| Alberto González Domene                                                          |                     | LVII        | 1997 - 2000 |
| Guillermo Anaya Llamas                                                           |                     | LVIII       | 2000 - 2002 |
| Silvestre Enrique Faya Viesca                                                    | 2002 - 2003         | LVIII       |             |
| Vacante                                                                          | Vacante             | LIX         | 2003 - 2004 |
| Laura Reyes Retana Ramos                                                         | Sin partido         | LIX         | 2004 - 2006 |
| Jesús de León Tello                                                              |                     | LX          | 2006 - 2009 |
| Florentina Medrano Echeverría                                                    | 2009                | LX          |             |
| Héctor Fernández Aguirre                                                         |                     | LXI         | 2009 - 2012 |
| Marcelo Torres Cofiño                                                            |                     | LXII        | 2012 - 2015 |
| José Refugio Sandoval Rodríguez                                                  |                     | LXIII       | 2015 - 2018 |
| José Ángel Pérez Hernández                                                       | [ e ]               | LXIV        | 2018 - 2021 |
| Shamir Fernández Hernández                                                       |                     | LXV         | 2021 - 2024 |

## Resultados Electorales

### 2018
|  | 21.8093 % |

|  | 34.4586 % |

|  | 42.0433 % |

|  | 0.0259 % |

|  | 1.6627 % |

|  | 100.00 % |

### 2015
|  | 36.62 % |

|  | 39.73 % |

|  | 1.68 % |

|  | 0.90 % |

|  | 3.74 % |

|  | 4.03 % |

|  | 6.27 % |

|  | 1.71 % |

|  | 2.07 % |

|  | 0.85 % |

|  | 0.05 % |

|  | 3.13 % |

|  | 100.00 % |

### 2012
|  | 40.31 % |

|  | 26.78 % |

|  | 20.10 % |

|  | 2.43 % |

|  | 4.05 % |

|  | 0.10 % |

|  | 0.07 % |

|  | 6.25 % |

|  | 100.00 % |

### 2009
|  | 29.02 % |

|  | 52.62 % |

|  | 01.72 % |

|  | 01.91 % |

|  | 06.33 % |

|  | 2.99 % |

|  | 0.52 % |

### 2006
|  | 51.01 % |

|  | 26.77 % |

|  | 16.38 % |

|  | 2.86 % |

|  | 1.50 % |

|  | 0.24 % |

|  | 0.15 % |

|  | 0.21 % |

|  | 1.28 % |

|  | 100.00 % |

### 2003

#### Elección ordinaria
La elección de diputado federal ordinaria realizada el 6 de julio de 2003 como parte de las elecciones federales de ese año había dado como resultado el triunfo del candidato del PAN, Jesús Flores Morfín, sin embargo el Tribunal Electoral del Poder Judicial de la Federación declaró nulas dichas elecciones el 19 de agosto, y ordenó celebrar unas extraordinarias.
| Elecciones federales de 2003         | Elecciones federales de 2003         | Elecciones federales de 2003 | Elecciones federales de 2003         | Elecciones federales de 2003 | Elecciones federales de 2003 |
| Partido                              | Partido                              | Candidato                    | Candidato                            | Votos                        | Porcentaje                   |
| ------------------------------------ | ------------------------------------ | ---------------------------- | ------------------------------------ | ---------------------------- | ---------------------------- |
|                                      | Partido Acción Nacional              |                              | Jesús Flores Morfín                  | Elecciones nulas             | Elecciones nulas             |
|                                      | Partido Revolucionario Institucional |                              | Laura Reyes Retana Ramos             | Elecciones nulas             | Elecciones nulas             |
|                                      | Partido de la Revolución Democrática |                              | Juan Carlos Gómez Flores             | Elecciones nulas             | Elecciones nulas             |
|                                      | Partido del Trabajo                  |                              | Marina de los Ángeles De Llano Marín | Elecciones nulas             | Elecciones nulas             |
|                                      | Partido Verde Ecologista de México   |                              | Ana María Siller Seco                | Elecciones nulas             | Elecciones nulas             |
|                                      | Convergencia                         |                              | Héctor Manuel Astorga Zavala         | Elecciones nulas             | Elecciones nulas             |
|                                      | Partido de la Sociedad Nacionalista  |                              | Jesús García Moreno                  | Elecciones nulas             | Elecciones nulas             |
|                                      | Partido Alianza Social               |                              |                                      | Elecciones nulas             | Elecciones nulas             |
|                                      | México Posible                       |                              | Abril Soledad Amaya Montes           | Elecciones nulas             | Elecciones nulas             |
|                                      | Partido Liberal Mexicano             |                              | Roberto González Guevara             | Elecciones nulas             | Elecciones nulas             |
|                                      | Fuerza Ciudadana                     |                              | Blanca Leticia Gallardo Olvera       | Elecciones nulas             | Elecciones nulas             |
|                                      | Unidad Democrática de Coahuila       |                              |                                      | Elecciones nulas             | Elecciones nulas             |
|                                      | No registrados                       | No registrados               | No registrados                       | Elecciones nulas             | Elecciones nulas             |
|                                      | Nulos                                | Nulos                        | Nulos                                | Elecciones nulas             | Elecciones nulas             |
| Total                                | Total                                | Total                        | Total                                | Elecciones nulas             | Elecciones nulas             |
| Fuente: Instituto Federal Electoral. |                                      |                              |                                      |                              |                              |

#### Elección extraordinaria
La elección extraordinaria se realizó el 14 de mayo de 2004.
|  | 41.98 % |

|  | 49.97 % |

|  | 6.19 % |

|  | 1.25 % |

|  | 0.34 % |

|  | 0.30 % |

|  | 0.27 % |

|  | 0.25 % |

|  | 0.22 % |

|  | 0.20 % |

|  | 0.19 % |

|  | 0.15 % |

|  | 0.15 % |

|  | 0.03 % |

|  | 100.00 % |

### 2000
|  | 53.35 % |

|  | 35.51 % |

|  | 7.96 % |

|  | 0.43 % |

|  | 0.30 % |

|  | 1.33 % |

|  | 0.14 % |

|  | 0.10 % |

|  | 0.02 % |

|  | 1.10 % |

|  | 100.00 % |